# قيادة العمليات الخاصة للولايات المتحدة
قيادة العمليات الخاصة للولايات المتحدة (بالإنجليزية: United States Special Operations Command)‏ المعروفة اختصارًا (بالإنجليزية: USSOCOM أو SOCOM)‏ هي القيادة المقاتلة الموحدة المكلفة بالإشراف على مختلف العمليات الخاصة التابعة للقوات البرية، مشاة البحرية، البحرية، الجوية المتفرّعة من القوات المسلحة الأمريكية. القيادة هي جزء من وزارة الدفاع وهي القيادة القتالية الموحدة الوحيدة التي جرى إنشاؤها بقانون من الكونغرس. يقع مقر القيادة في قاعدة ماكديل الجوية في تامبا في فلوريدا. شاركت هذه القيادة بالإشراف على العديد من العمليات التي خاضتها القوات العسكرية الأمريكية، منها: الغزو الأمريكي لبنما، حرب الخليج الثانية، معركة مقديشو في عام 1993، إضافة إلى حربي أفغانستان، العراق، وكان لها دور مهم في الحرب على الإرهاب، خاصة ضمن عملية العزم الصلب.